# Roodwangbromvlieg

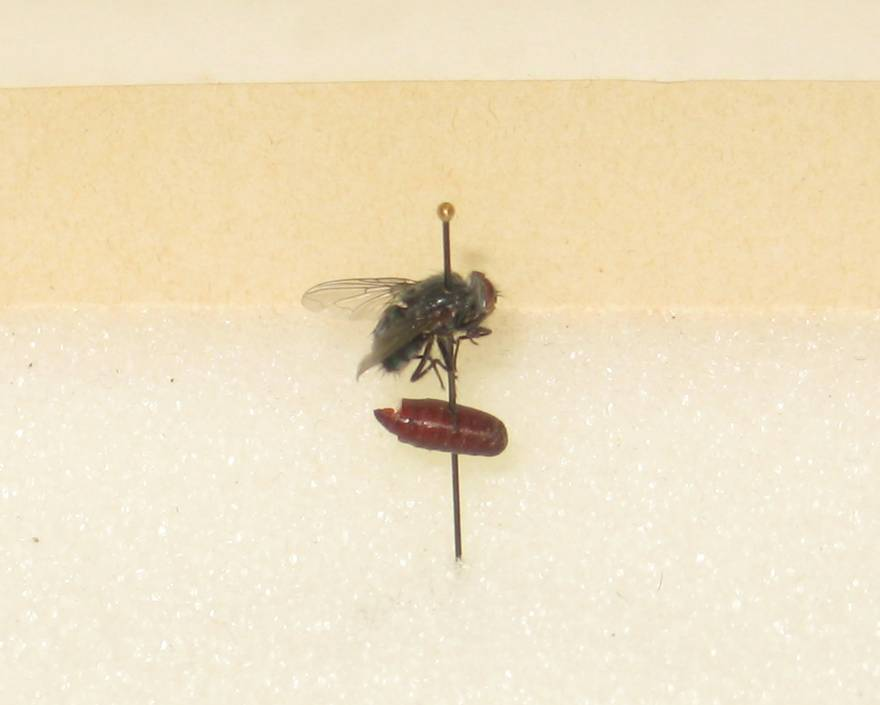
Volwassen Calliphora vicina

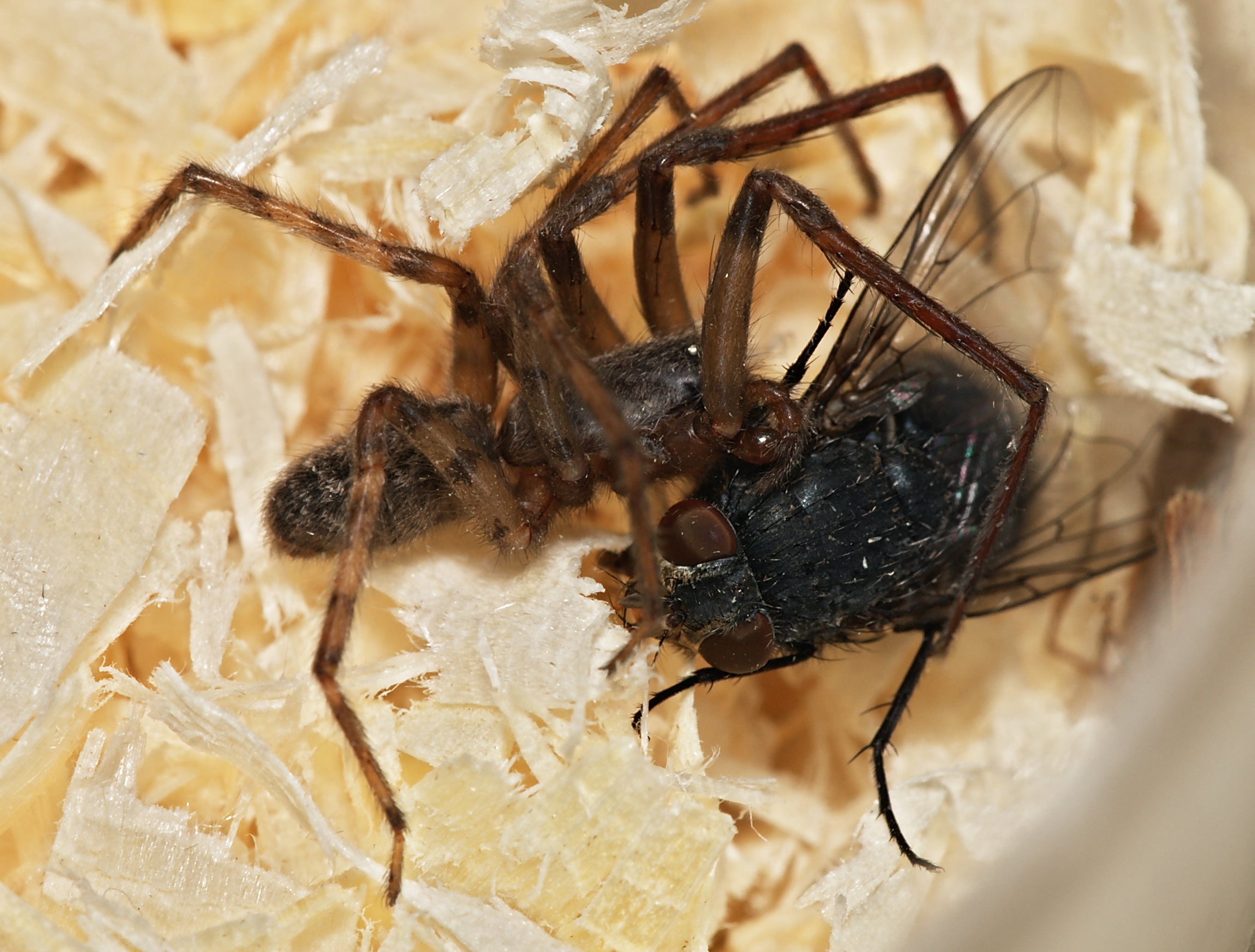
C. vicina gevangen door een Tegenaria atrica-mannetje

De roodwangbromvlieg (Calliphora vicina) is een vliegensoort uit de familie Calliphoridae en wordt gezien als belangrijk voor de forensische entomologie.

## Taxonomie
De roodwangbromvlieg werd in 1830 beschreven door de Franse entomoloog Jean-Baptiste Robineau-Desvoidy. Zijn specifieke epitheton is afgeleid van het Latijnse vicinus 'grenzend'.

## Beschrijving
De roodwangbromvlieg lijkt sterk op de blauwe vleesvlieg (Calliphora vomitoria) vanwege de metallisch blauwgrijze kleuring van zijn borststuk en buik. De soort wordt onderscheiden van de algemeen bekende blauwe vleesvlieg door zijn helder oranje wangen. De soort is ongeveer 10 tot 11 millimeter lang. De sklerieten aan de basis van de coxa (rond het heupgewricht) zijn geel of oranje. In de chaetotaxie, de studie van de verdeling van de stoppels, worden Calliphoriden gekarakteriseerd door het hebben van zwarte stoppels op de meron en twee tot drie stoppels op het notopleuron.
De gelijkenissen tussen de verschillende soorten Calliphora maken de identificatie van onvolwassen stadia bijna onmogelijk. Van het eerste instar tot het stadium van de verpopping is C. vicina identiek aan C. vomitoria.

### Levenscyclus
De roodwangbromvlieg doorloopt vijf generaties in een jaar bij een grenstemperatuur van 27 °C. Het vrouwtje van een roodwangbromvlieg kan tot 300 eieren leggen; op vers aas op op open wonden. De larven doorlopen drie instarstadia. Het eerste instar start ongeveer 24 uur nadat de eieren zijn gelegd. 20 uur later volgt het tweede instar en 48 uur later de derde. Onder gunstige omstandigheden worden de larven gedurende drie tot vier dagen gevoed. Wanneer de larven volgroeid zijn, verspreiden ze zich om een goede plek te vinden om zich te verpoppen. Het stadium van de pop van de roodwamgbromvlieg duurt 11 dagen. Bij 27 °C duurt de levenscyclus van een roodwangbromvlieg ongeveer 18 dagen.
Klimatologische factoren zoals temperatuur kunnen het leggen van eieren en de ontwikkeling van instar-larven beïnvloedden. In warmer weer kan de levenscyclus zich iets verkorten en bij koelere temperaturen duurt deze iets langer. Als de tijdsduur tussen de drie instar en het verpoppingsstadium en het tijdstip van de verspreiding bekend is, kan dit worden gebruikt om het postmortem-interval (PMI) te berekenen in een misdaadzaak.

## Verspreiding
De roodwangbromvlieg kan worden gevonden in de Verenigde Staten in stedelijke gebieden en is het meest talrijk in de vroege lente en de herfst, als de temperaturen tussen de 13 en 24 °C liggen. De soort overheerst in Europa en Amerika, maar heeft ook haar weg gevonden naar andere gebieden via havens en vliegvelden. In 1965 werd het eerste exemplaar aangetroffen in Zuid-Afrika bij de stad Johannesburg, maar sindsdien zijn er nog niet veel meer gevonden.

## Schatting van het Postmortem-interval
Een van de belangrijkste karakteristieken van de vleesvlieg die worden gebruikt bij het ontwikkelen van een PMI is de opvolging van insecten die het lichaam koloniseren. Gebaseerd op de insecten die aanwezig zijn op een bepaald moment, kan een redelijke tijdschema worden vastgesteld van de intreding van de dood. De roodwangbromvlieg vormt haar eigen onderdeel in de ontbinding van het lichaam.
De roodwangbromvlieg speelt een grote rol in het koloniseren van het lichaam tijdens de wintermaanden en minder tijdens de warmere maanden, wanneer de temperatuur minder een beperking vormt. De soort heeft een lagere drempelwaarde qua temperatuur voor nachtvluchten dan enige andere vleesvlieg en is ook talrijker dan andere vleesvliegen in koudere perioden. Deze periode van activiteit moet in het oog gehouden worden wanneer de aanwezigheid of afwezigheid van deze vlieg wordt bekeken.
Wanner de leeftijd van maden wordt gebruikt om het PMI te bepalen, is de tijd voor aankomst een belangrijke factor. De opvolging van de roodwangbromvlieg betekent het bereiken van het volwassenheidsstadium twee dagen na de dood. Om die reden moet twee dagen worden opgeteld bij de maximumleeftijd die wordt bepaald voor vliegen die worden gevonden op het lichaam.

## Gedrag
De roodwangbromvlieg vormt een integraal onderdeel bij de bepaling van het postmortem-interval. Factoren zoals gebied, weer en temperatuur, de tijd van de dag en de omstandigheden waaronder het lichaam werd gevonden dragen allemaal bij aan het bepalen van een PMI. Om de berekening te voltooien moeten entomologen bekijken wat er algemeen bekend is over de roodwangbromvlieg en dit integreren met experimentele gegevens die zijn verzameld op de plek van het misdrijf. De entomoloog moet weten hoe de vleesvlieg zich precies gedraagt in het gebied waar het lichaam werd aangetroffen. Dit betekent dat omgevingstemperaturen moeten worden gemeten op de plaats van misdrijf en het achterhalen van een geschiedenis van het klimaat in het gebied. Met name de roodwangbromvlieg is aangepast aan koelere temperaturen en komt vaker in de winter dan in de zomer voor. Dit plaatst de drempel van hun vliegactiviteiten boven de 13 tot 16 °C, een lagere temperatuur dan de meeste andere vleesvliegen. Het bekend zijn van de drempeltemperatuur maakt het voor de entomoloog mogelijk om geaccumuleerde graaddagen te berekenen, wat helpt bij het bepalen van een PMI.